# Спинелли (актриса)
Спинелли (урождённая Элиза Бертело) (фр. Spinelly; 1 мая 1887, V округ Парижа — 25 июля 1966, Бидарт) — французская актриса

 театра и кино.

## Биография
Незаконнорождённая. В мае 1905 года дебютировала на сцене Les Petites Laripette в оперетте. С 1910 года стала регулярно появляться в лёгких комедиях, сниматься для обложек журналов.
Играла в парижских Театре варьете, Театре Мишеля и других.
Сниматься в немом кино начала в 1916 году. За свою карьеру появилась в 7 кинолентах. Имела роман с писателем Пьером Бенуа.

## Избранная фильмография

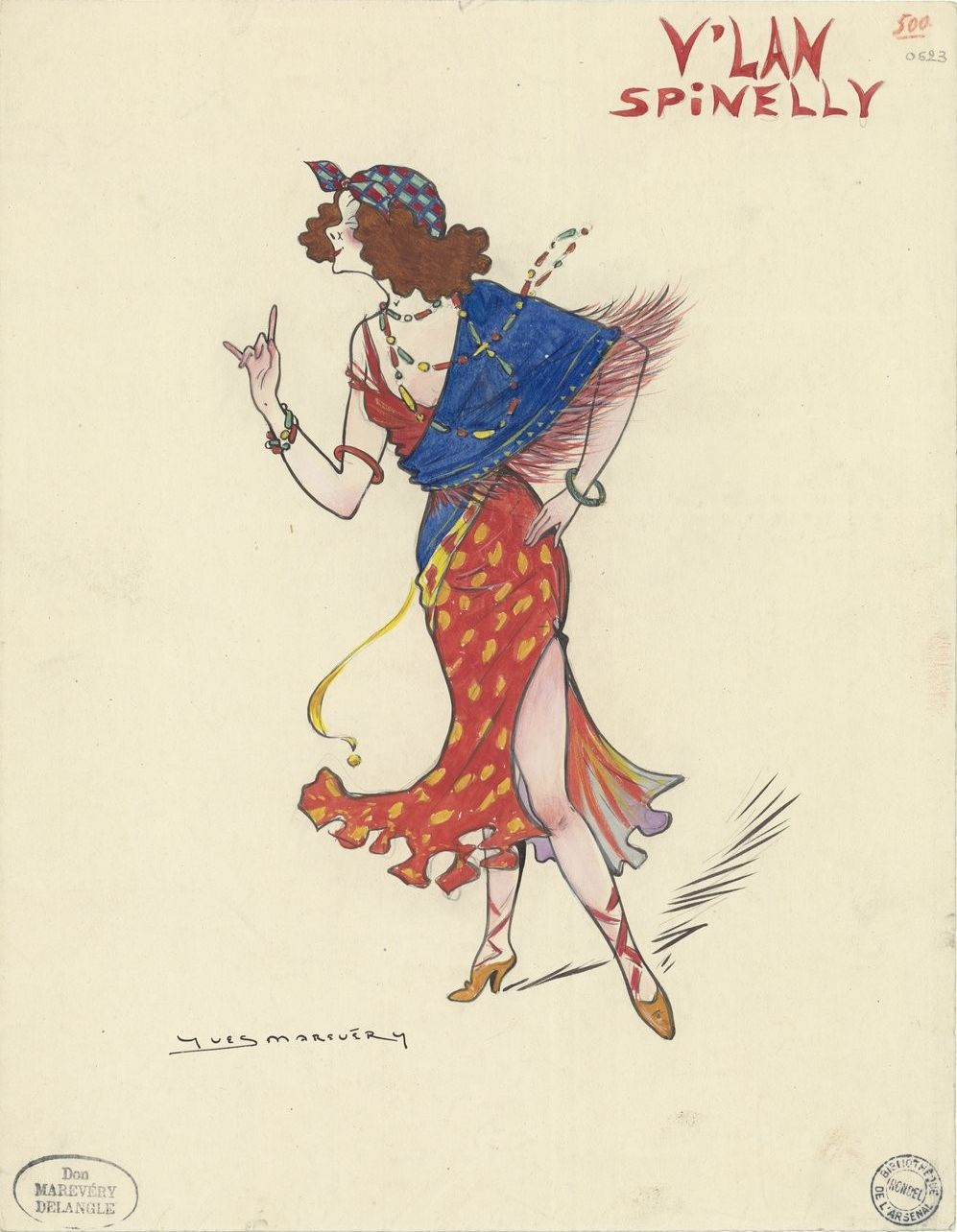
Шарж на Спинелли

- 1916 — Spinelly cherche un mari — играет саму себя
- 1931 — L’Amour à l’américaine — Мод Дженнингс
- 1933 — La Châtelaine du Liban — графиня Ательстан Орлова
- 1933 — Un fil à la patte — Люсетт
- 1933 — Idylle au Caire — Мэйбл Блэквелл
- 1934 — Московские ночи / Les Nuits moscovites — Анна Саблина
- 1937 — Boissière — Адлон Эбер
- 1948 — Suzanne et ses brigands — Лидия